# الاتحاد من أجل الإنجابية والمساواة بين الجنسين
الاتحاد من أجل الإنجابية والمساواة بين الجنسين (أورغ) هي منظمة غير ربحية تعمل في مجال الحقوق الإنجابية والعدالة في الولايات المتحدة ومقرها في واشنطن العاصمة، وهي منظمة يقودها الشباب، مع التركيز على الحركات المنادية لحق الاختيار.
غيرت المنظمة اسمها في يوليو 2014  وقد كان يطلق عليها سابقا (اختيار الولايات المتحدة الأمريكية). وفي بيان على موقعها على الإنترنت، قالت المجموعة إن تغيير الاسم يعكس العمل الذي كانت تقوم به بالفعل خارج نطاق الدفاع عن حقوق الإجهاض. ووصفت مهمتها بأنها «تحفيز قوة الشباب للقتال من أجل قدرة كل الناس على بناء العائلات التي يريدونها، والوصول إلى الرعاية الصحية التي يحتاجونها، والعيش والحب بالطريقة الصحيحة لهؤلاء».

## التاريخ والتنظيم
أُسِّست أورغ في عام 1992 من قبل غلوريا ستاينم، وهي ناشطة نسوية أميركية وناشطة وكاتبة. حللت مشاريع المنظمة الأولى أنشطة اليمين الديني في الانتخابات وعززت المشاركة الانتخابية من قبل النساء والشباب والأشخاص الملونين. في السنوات الأخيرة، ركزت المنظمة جهودها على حشد الأشخاص دون سن الثلاثين لدعم حقوق الإجهاض والتثقيف الجنسي الشامل والحصول على خدمات الصحة والعافية الجنسية.

## الحملات والأنشطة
- في عام 1996، تم إنشاء حملة الجيل التالي استجابة للانخفاض في دعم الشباب للخيار الإنجابي مقارنة بالأجيال السابقة، مما ساعد في انتقال المنظمة إلى برامج موجهة حصريًا للشباب.
- في عام 2005 ركزت المنظمة على هزيمة مقترح كاليفورنيا 73، الذي كان من شأنه تعديل دستور كاليفورنيا لحظر أداء الإجهاض على القاصرين حتى بعد 48 ساعة من إخطار ولي القاصر أو الوصي عليه من قبل الطبيب.
- في عام 2005 أطلقت المنظمة حملة وطنية من الاتحاد الأوروبي، في محاولة لحث إدارة الغذاء والدواء الأمريكية على إتاحة وسائل منع الحمل الطارئ بدون وصفة طبية.
- في عام 2006 انضمت المنظمة لحملة لإلغاء التعديل الذي يستثني الإجهتض من الخدمات العلاجية المغطاة.
- في عام 2006، في أعقاب الموافقة على بيع وسائل منع الحمل الطارئة دون وصفة طبية للنساء في سن 18 فما فوق، انضمت المنظمة في الكفاح من أجل توفير وسائل منع الحمل الطارئة لجميع النساء في مراكز الرعاية الصحية والصيدليات.
- في عام 2006, استضافت المنظمة ومعهد  اتينا للصحة الإنجابية التدريب التعاوني للشابات، وهو أول تدريب لما سيصبح فيما بعد شراكة جنوب غرب، في توكسون، من الألف إلى الياء.
- في عام 2007، تعاونت المنظمة مع منظمات أخرى لدعم حملة (العدالة في الزهور) في محاولة لتغيير ظروف العمل لزوجات العاملات في الإكوادور وكولومبيا.
- في عام 2007، بدأت المنظمة العمل مع الطلاب لعكس التأثير السلبي لقانون تخفيض العجز لعام 2005 على أسعار تحديد النسل في حرم الجامعات.
- في عام 2007، أرسلت المنظمة 35 من سفراء الشباب في مجال الصحة الإنجابية إلى المنتدى الاجتماعي الأمريكي الأول في أتلانتا، جورجيا للمشاركة في المناقشات والأنشطة حول الصحة الإنجابية والجنسية والعدالة الاجتماعية.
- في عام 2007 بدأت المنظمة بالتعاون من (الأجيال القادمة) بشأن التبرع بالبيض.
- في عام 2008 استضافت المنظمة مؤتمر العضوية السنوي جلوريا ستاينم.